# Elisif Lundén-Bergfelt
Elisif Lundén-Bergfelt, folkbokförd som Gunn Elisif Elisabeth Bergfelt, född Lundén den 20 juli 1930 i Göteborg, död den 5 november 2015 i Västra Frölunda, var en svensk pianist och pianopedagog.
Lundén-Bergfelt var lärare vid musikhögskolan i Göteborg 1959–1993 och framträdde vid pianoaftnar och som solist i Sverige och utomlands. Hon invaldes som ledamot 859 av Kungliga Musikaliska Akademien den 14 maj 1987. 
Hon var dotter till direktören Sölve Lundén och skulptrisen Irma Gillholm-Lundén samt från 1957 gift med pianisten Ingemar Bergfelt.
Elisif Lundén-Bergfelt är begravd på Västra kyrkogården i Göteborg.